# Данило Радојковић
Данило Радојковић је српски професор, књижевник и ликовни уметник из Петровца на Млави.

## Биографија
Рођен је 24. марта 1960. године, у селу Везичево код Петровца на Млави, у скромној, али духовно богатој породици. Његов отац, велики љубитељ народне књижевности, усмерио га је ка изучавању језика и литературе. Студирао је југословенску и светску књижевност на Филолошком факултету у Београду. Још током студија почео је да се бави писањем и критичким промишљањем књижевности, што је наставио и у професионалној каријери.

## Књижевни и уметнички рад
Радојковић је аутор збирке песама Човеково питање и књиге књижевно-критичких текстова Предели књижевности и уметности. Његови радови објављени су у бројним књижевним часописима, а као критичар се бави анализом савремене српске поезије и прозе. Поред писања, бави се и ликовном уметношћу, стварајући дела у духу експресионизма. Његов сликарски стил карактерише снажна емоција и дубока симболика, што се може приметити у мотивима које користи. За њега су и књижевност и ликовна уметност начин духовног узрастања, а поезија је, како каже, искуство које мора бити подељено са светом. Верује да је стваралаштво спона између појединца и колективног памћења једног народа.

## Друштвени ангажман и педагошки рад
Један је од оснивача Удружења ликовних уметника Петровца на Млави и покретач Галерије у Петровцу. Са песником Зораном Богићевићем основао је манифестацију Вече петровачких песника. Такође, уређивао је лист Млавска зора, у ком је промовисао рад младих писаца. Поред тога, ради као професор српског језика и књижевности у петровачкој гимназији, где је инспирисао бројне генерације ученика да развијају љубав према књижевности. Био је директор Народне библиотеке Ђура Јакшић (2004–2008), током чега је допринео културном развоју града, организујући бројне књижевне вечери, трибине и изложбе.

## Ликовни рад
Радојковић је учествовао на многим изложбама, а прву самосталну изложбу имао је 2018. године. Његова дела инспирисана су традицијом, али и модерним ликовним изразима. Често експериментише са техникама, спајајући боју и текстуру на несвакидашњи начин. Његови радови налазе се у приватним збиркама широм Србије и региона.